# Faustina (mladší)
Annia Galeria Faustina Minor, Faustina Minor nebo Faustina mladší (21. září 130 – 175) byla dcerou římského císaře Antonina Pia a císařovny Faustiny, sama římskou císařovnou a manželkou císaře Marca Aurelia. Vojáci i manžel si ji velmi vážili a po smrti získala božské ocenění.

## Život

### Dětství
Faustina se narodila jako čtvrté a poslední dítě svých rodičů. Jméno dostala po matce. Narodila se a vyrůstala v Římě.
Její prastrýc, císař Hadrian, dohodl s Faustniným otcem její sňatek s Luciem Verem. 25. února 138 se zasnoubili. Verův otec byl první adoptivní syn císaře Hadriana a jeho zamýšlený dědic, nicméně, když Verův otec zemřel, vybral si Hadrian Faustinina otce za svého druhého adoptivního syna a eventuálního dědice. Faustinin otec ukončil dceřino zasnoubení s Verem a zasnoubil ji s jejím bratrancem z matčiny strany, Marcem Aureliem; ten byl také adoptivním synem Faustinina otce.

### Císařská dědička
V dubnu nebo květnu 145 se Faustina provdala za Marca Aurelia, jak bylo od roku 138 plánováno. Od doby, kdy byl Aurelius adoptován Antoninen Piem, se podle římského práva oženil se svou sestrou. Antoninus by se musel k uskutečnění obřadu formálně zříct otcovské moci jednoho z nich. Faustině byl 1. srpna 147 udělen titul Augusta.

### Císařovna
Když Antoninus Pius 7. března 161 zemřel, stali se Marcus Aurelius a Lucius Verus spoluvládci a Faustina císařovnou.
Historia Augusta obviňuje Faustinu z cizoložství s námořníky, gladiátory a hodnostáři; Faustina a Aurelius si však byli zřejmě velmi blízcí a vzájemně oddaní. Faustina doprovázela svého manžela na různých vojenských taženích a užívala si lásky a úcty římských vojáků. Aurelius jí udělil titul Mater castrorum („Matka táborů“).

### Vzpoura Avidia Cassia a smrt
V roce 175 byl Aureliův generál Avidius Cassius po chybné zprávě o Aureliově smrti prohlášen za římského císaře. Prameny uvádí, že Cassius byl povzbuzován Faustinou, která se domnívala , že její manžel je na pokraji smrti a proto cítila potřebu, aby Cassius působil jako ochránce, protože jejímu synu Commodovi bylo 13 let.
Marcus Aurelius však nezemřel a Cassius byl v červenci 175 zavražděn centurionem; jeho hlava byla poslána Marcu Aureliovi, který ji odmítl vidět a objednal pohřeb. Egypt uznal Marca Aurelia za císaře 28. července 175.
Faustina zemřela v zimě 175 po nehodě ve vojenském táboře Halala (město v pohoří Taurus v Kappadokii).
Aurelius po své ženě velmi truchlil a pohřbil ji v Hadrianově mauzoleu v Římě. Jméno Halala bylo změněno na Faustinopolis a Aurelius otevřel charitativní školy pro osiřelé dívky nazvané Puellae Faustinianae neboli "Faustininy dívky". Lázně Faustiny v Milétu jsou pojmenovány po ní.

## Potomci
Z třicetiletého manželství Faustiny a Marca Aurelia vzešlo třináct potomků:
- Annia Aurelia Galeria Faustina (147 – po 165)
- Gemellus Lucillae (zemřel okolo roku 150), dvojče Lucilly
- Annia Aurelia Galeria Lucilla (148/50–182), dvojče Gemella
- Titus Aelius Antoninus (po roce 150 – před 7. březnem 161)
- Titus Aelius Aurelius (po roce 150 – před 7. březnem 161)
- Hadrianus (152–157)
- Domitia Faustina (po roce 150 – před 7. březnem 161)
- Annia Aurelia Fadilla (159–after 211)
- Annia Cornificia Faustina Minor (160 – po 211)
- Titus Aurelius Fulvus Antoninus (161–165), dvojče Commoda
- Lucius Aurelius Commodus Antoninus (161–192), dvojče Tita Aurelia Fulva Antonina
- Marcus Annius Verus Caesar (162–169)
- Vibia Aurelia Sabina (170 – před 217)